# Charles Rigoulot
Charles Jean Rigoulot (3. listopadu 1903 Le Vésinet – 22. srpna 1962 Paříž) byl francouzský sportovec, který vynikl především ve vzpírání. Vytvořil dvanáct světových rekordů, stal se mistrem Paříže a Francie a na olympijských hrách 1924 získal zlatou medaili v lehkotěžké váze do 82,5 kg. Věnoval se také fotbalu a atletickým sprintům.
Od roku 1925 působil jako profesionální vzpěrač a zápasník, v roce 1930 jako první člověk v historii zvedl vlakovou nápravu Apollon Railway Wheels o váze 166 kg. Dosahoval úspěchů rovněž jako automobilový závodník, v roce 1937 vyhrál Bol d'or automobile a spolu s Yvesem Giraudem-Cabantousem se téhož roku zúčastnili 24 hodin Le Mans, které nedokončili. Vystupoval také jako zpěvák a filmový a divadelní herec.
Za druhé světové války byl uvězněn v táboře Stalag II-D, odkud se mu podařilo uprchnout, když holýma rukama ohnul mříže své cely. Po válce pracoval jako sportovní ředitel firmy Cognac Ricard. Jeho dcera Dany Rigoulotová reprezentovala Francii v krasobruslení na ZOH 1960.

## Filmografie
- 1935 Un soir de bombe
- 1935 Paris mes amours
- 1944 L'aventure est au coin de la rue
- 1951 Jamis deux sans trois
- 1953 Cent francs par seconde
- 1953 Sur deux roues
- 1956 À la manière de Sherlock Holmes[3]